# Per Yngve Ohlin
Per Yngve Ohlin (16 de enero de 1969 – 8 de abril de 1991), también conocido como Dead, fue un músico sueco. Miembro fundador de la banda sueca de death metal Morbid, y desde 1988 hasta 1991 vocalista de la banda noruega de black metal Mayhem.
La discográfica Roadrunner Records lo clasificó como el n.º 48 de 50 de The Greatest Metal Front-Men of All Time.

## Biografía
Per Ohlin (a veces apodado «Pelle») nació en Västerhaninge, Suecia. Cuando era un niño sufría de síndrome de apnea-hipopnea durante el sueño. A la edad de diez años sufrió una hemorragia interna cuando tuvo una ruptura de los vasos sanguíneos del bazo. Según él, esto fue debido a un grave accidente de patinaje sobre hielo. Sin embargo, en el libro de la historia del metal sueco, Blod, eld, död (Sangre, fuego, muerte), su hermano dijo en una entrevista exclusiva que Dead era víctima de acoso escolar y un día, debido a una paliza, le rompieron el bazo. Tuvo que ser llevado a un hospital, donde estuvo clínicamente muerto unos minutos. Durante ese tiempo, él recuerda una luz blanca y brillante que lo envolvió, y entonces supo que había entrado en el plano de los muertos. Al final los médicos lograron reanimarlo.
Con el tiempo desarrolló una fascinación por la música metal, por su agresividad y especialmente por la temática inusualmente oscura, citando bandas como Black Sabbath, Venom, Motörhead, Iron Maiden, AC/DC, Metallica, Sodom, Bathory, Kiss y Mercyful Fate como sus favoritas.
Según un amigo por correspondencia conocido como «Old Nick», a Ohlin no le gustaba la tecnología. Sólo se escribía cartas a sí mismo o a otros usando el estilo cursivo y nunca recurriría al uso de una computadora personal, y concluyó que «la tecnología en general lo hacía [sentirse] incómodo. Simplemente la rechazó por completo y [en cambio] encontró refugio en un mundo hecho de bosques y zonas boscosas». Dead también tenía un interés inusual por la porfiria  debido a su conexión con la mitología del vampirismo. En sus cartas, expresó una fascinación por lo oculto, afirmando incluso que su bisabuela practicaba magia blanca antes, y también declaró que durante un tiempo, específicamente para comprender mejor su experiencia cercana a la muerte, había intentado realizar sus propios rituales pero finalmente no tuvo éxito en sus prácticas.
Su voz era la de un Tenor la cual mezclaba con una Voz gutural y aspera, lo cual es tipico del Black metal.

## Carrera musical
A principios de 1986, fundó el grupo sueco de death metal Morbid. La banda grabó su primer demo, December Moon, en los estudios Thunderload en Estocolmo el 5 y 6 de diciembre de 1987. Después dejó la banda y fue a unirse en 1988 con la legendaria banda de black metal Mayhem. Dead se integró reemplazando a Maniac. Su apodo «Dead», reflejaba su fascinación por la muerte, la decadencia y la oscuridad. Al saber que buscaban vocalista hizo llegar a la banda un sobre con un casete, un conejillo de indias en descomposición y una carta en la que ponía que estaba buscando una nueva banda porque pensaba que Morbid no llegaría a ningún lado.

### Personalidad
En las entrevistas, compañeros músicos a menudo han descrito a Dead como «extraño e introvertido». El baterista de Mayhem Jan Axel 'Hellhammer' Blomberg describe a Dead como «con una personalidad muy extraña, deprimido, melancólico y oscuro», del mismo modo, el guitarrista Øystein 'Euronymous' Aarseth dijo una vez: «Sinceramente creo que está loco. ¿De qué otra manera se puede describir un tipo que no come, para lastimarse a sí mismo? ¿O quién usa camisetas con anuncios funerarios impresos en ellas?». El exbaterista de Mayhem, Kjetil Manheim, comparó la personalidad de Dead con la de Marvin, el androide paranoide.
Según el baterista Bård 'Faust' Eithun:

«Dead no era un tipo que llegabas a conocer muy bien. Creo que incluso los otros tipos de Mayhem no lo conocían muy bien. Era difícil tenerlo cerca. Lo conocí dos semanas antes de su muerte. Él tenía un montón de ideas extrañas. Recuerdo que Aarseth estaba hablando de él y le dijo que no tenía ningún sentido del humor. Lo tenía, pero era muy oscuro. Honestamente, yo no creo que estuviera disfrutando de la vida en este mundo, que por supuesto resultó en suicidio».

El álbum en vivo de Mayhem, Live in Leipzig, contiene partes de la nota de suicidio de Dead: Jag är inte en människa. Det är bara Här en dröm, snart och jag vaknar. Det var för kallt och blodet levrades hela tiden (Yo no soy un ser humano. Este es solo un sueño, y pronto voy a despertar. Hacía demasiado frío y la sangre se me coagulaba todo el tiempo). En un artículo, el periodista Chris Campion escribió que Dead pudo haber sufrido del síndrome de Cotard, lo que significa que se creía muerto como resultado de su trauma infantil.

### Actuaciones
Dead hizo grandes esfuerzos para lograr la imagen y la atmósfera que deseaba. Desde el comienzo de su carrera, fue conocido por usar «corpse paint», cubriéndose el rostro con maquillaje de color blanco y negro en los ojos. Según Necrobutcher: «No había nada que ver con la forma en que Kiss y Alice Cooper usaban maquillaje. Dead en realidad quería parecer un cadáver. Él no lo hizo por moda». Hellhammer afirmó que Dead fue el primer músico de black metal en usar ese maquillaje.
Según Hellhammer:

«Antes de los espectáculos, Dead solía enterrar su ropa en la tierra para que pudiera pudrirse y conseguir saber que significaba realmente estar bajo tierra. Era un cadáver en un escenario. Una vez incluso nos pidió que lo enterraran a él mismo en la tierra... que quería que su piel se volviera pálida».

Durante un concierto con Mayhem encontró un cuervo muerto y lo guardó dentro de una bolsa en sus bolsillos. Así, antes de empezar un concierto, olía esa bolsa, según él, para cantar «con el hedor de la muerte en su nariz». También mantuvo aves u otros animales muertos descomponiéndose debajo de su cama.
Dead se cortaba en el escenario. Durante un concierto en 1990, se cortó el brazo con una botella rota. 'Faust' afirma que Dead tuvo que ser llevado al hospital después del concierto, pero llegó demasiado tarde por lo que «no sirvió de nada darle puntos de sutura» y que se encontraba mal por la gran perdida de sangre.
En una entrevista realizada por Morgan 'Evil' Håkansson y publicada en Slayer fanzine, Dead explicó cómo él y la banda intentaron echar a la gente que no consideraban aptos para verlos en sus conciertos:

«Antes de comenzar a cantar había una multitud de alrededor de 300 allí, pero en la segunda canción 'Necro Lust' comenzamos a lanzar alrededor cabezas de cerdo. Solo 50 se quedaron, me gustó eso!... queremos asustar a los que no deben estar en nuestros conciertos y van a tener que escapar por la salida de emergencia con las partes de su cuerpo desaparecidas, para que podamos tener algo que lanzar alrededor. Si alguien no le gusta la sangre y la carne muerta derramada en su cara se pueden ir a la mįerda, y eso es exactamente lo que hacen».

También hizo una breve aparición en el vídeo musical de Candlemass Bewitched.

### Autolesiones y suicidio
Disculpen por la sangre, pero me corté las muñecas y el cuello. Tenía la intención de morir en el bosque para que pasaran unos días antes de que posiblemente me encontraran. Pertenezco al bosque y siempre lo he hecho. De todos modos nadie entenderá la razón de esto. Para dar una apariencia de explicación, no soy un ser humano, esto es solo un sueño y pronto despertaré. Hacía demasiado frío y se me seguía coagulando la sangre, además el nuevo cuchillo está demasiado desafilado. Si no logro morir con el cuchillo, me volaré toda la mierda del cráneo. Sin embargo, no lo sé. Dejé todas mis letras de «Let the good times roll», más el resto del dinero. Quien lo encuentre se queda con la maldita cosa. Como último saludo les presento «Vida Eterna». Haz lo que quieras con eso. / Pelle. No se me ocurrió esto ahora, sino hace diecisiete años.

— Nota de suicidio de Dead (traducida del sueco)

Con el tiempo, la situación social de Dead y su fascinación con la muerte causadas por su estado mental empeoraron considerablemente. Se autolesionaba, y aunque esto molestara a muchos de sus amigos, Euronymous se fascinó con sus tendencias suicidas, aparentemente porque se ajustaba a la imagen de Mayhem. Según los miembros de la banda, Euronymous alentó a Dead a suicidarse. Manheim, dijo: «No sé si Øystein lo hizo por pura maldad o si solo estaba bromeando».
En 1991, Dead, Euronymous y Hellhammer estaban viviendo en una casa en el bosque cerca de Kråkstad, que fue utilizado como un lugar de ensayo de la banda. Según Hellhammer, Dead pasó gran parte de su tiempo escribiendo cartas y dibujando. «Se sentó en su habitación y se volvió más y más depresivo». El bajista del grupo Necrobutcher dijo que, después de vivir juntos durante un tiempo, Dead y Euronymous «consiguieron elevar los nervios de los demás». Hellhammer recuerda que Dead fue una vez a dormir en el bosque porque Euronymous estaba tocando música de sintetizador, que Dead odiaba. Euronymous luego salió y comenzó a disparar al aire con una escopeta. Varg Vikernes de Burzum afirma que envió municiones a Mayhem, incluyendo cartuchos de escopeta, como un regalo de Navidad, que después Dead utilizó para suicidarse.
El 8 de abril de 1991, mientras estaba solo en la casa, Dead se cortó las muñecas y la garganta con un cuchillo, y luego se disparó en la frente con una escopeta. Dejó una breve nota de suicidio disculpándose por disparar en el interior de la casa. Lo primero que Dead escribió en la nota fue: «Perdonen toda la sangre».
El cadáver fue encontrado por Euronymous, que tuvo que trepar por una ventana abierta porque las puertas de la casa estaban cerradas. Antes de llamar a la policía, fue a una tienda y compró una cámara polaroid con la que fotografió el cuerpo, para usarla después en la portada del álbum en directo Dawn of the Black Hearts. Con el tiempo se rumorearía que hizo un collar con trozos de su cráneo y que envió trozos de este a grupos que consideraba «dignos», como por ejemplo al grupo suizo Samael, según Hellhammer, Morgan Håkansson de Marduk aún conserva algunos trozos del cráneo.
Euronymous dijo que encontrar a Dead muerto no le sorprendió para nada, que incluso suponía que ocurriría algún día. Tras el suicidio, Euronymous dijo que lo había hecho por desilusión al ver cómo decaía el movimiento del black metal. El baterista del grupo, Hellhammer declaró, refiriéndose al suicidio: «En realidad no me sorprendí. Era un tipo extraño, siempre estaba hablando sobre los porfirianos y los castillos de los cárpatos y cómo esta vida es solo un sueño».
Un obituario en un periódico sueco decía que el funeral tendría lugar en la Iglesia de Österhaninge el viernes 26 de abril de 1991. Fue incinerado en el crematorio de Woodland, lo que dio lugar a cierta confusión acerca de dónde están enterradas sus cenizas que se encuentran en el cementerio de Österhaninge en Estocolmo.

## Discografía
| Título                   | Banda  | Grabado                 | Publicado |
| ------------------------ | ------ | ----------------------- | --------- |
| Morbid Rehearsal         | Morbid | 7 de agosto de 1987     | 1987      |
| December Moon            | Morbid | 25 de diciembre de 1987 | 1987      |
| Dawn of the Black Hearts | Mayhem | 28 de febrero de 1990   | 1995      |
| Freezing Moon/Carnage    | Mayhem | 29 de abril de 1990     | 1996      |
| Live in Leipzig          | Mayhem | 26 de noviembre de 1990 | 1993      |
| Out from the Dark        | Mayhem | Inicios de 1991         | 1996      |